# Christopher Ahlberg
Christopher Ahlberg, nacido en 1968, es un científico informático y ejecutivo sueco/estadounidense. Ahlberg es cofundador y CEO de Recorded Future, así como presidente de la Junta de Síndicos de Hult International Business School.

## Carrera
Antes de cofundar Recorded Future, Ahlberg fue presidente de la División Spotfire de Tibco, que fundó como una empresa independiente en 1996. En 2007, Spotfire fue adquirida por Tibco por 195 millones de dólares en efectivo. Spotfire se fundó basándose en su investigación sobre visualización de información en la Universidad de Maryland bajo la guía de Ben Shneiderman. Ahlberg fundó su segunda empresa, Recorded Future, en 2009 y vendió una participación mayoritaria en la empresa en 2019 por 780 millones de dólares a Insight Partners, y permanece como el CEO.
Ahlberg obtuvo su doctorado en Universidad de Tecnología Chalmers con una tesis titulada Dynamic queries, y ha trabajado como investigador visitante en la Universidad de Maryland.
La Oficina de Patentes y Marcas Registradas de los Estados Unidos ha concedido varias patentes a Ahlberg, principalmente en el área del software. Fue nombrado entre los 100 Jóvenes Innovadores del Mundo por MIT Technology Review y recibió el premio TR100 de Innovators Under 35  en 2002. Ahlberg también es miembro de la Academia Real Sueca de Ciencias de la Ingeniería.